# AHC Kolping
AHC Kolping was een handbalvereniging uit Alkmaar. De club was ontstaan door een fusie in 2002 tussen AHC '94 en HV Kolping.

## Geschiedenis
In het jaar 2002 won het herenteam van Kolping de eerste divisie, waardoor het kon promoveren naar de eredivisie. Dit was hetzelfde jaar waarin AHC '94 feitelijk in de club opging.
Door uiteenlopende redenen als geldgebrek, te veel concurrentie in de regio en te weinig doorstromende jeugd, degradeerde de club in 2004/05 uit de eredivisie. Twee jaar later ging de situatie van de hele club zeer slecht en hield de club op met bestaan. Met als gevolg dat in Alkmaar geen handbalclub meer was.
1. Martijn Cappel ·
2. Milivoje Savcic ·
3. Ramon van Dijk ·
4. Arne Boersma ·
6. Marco Ton ·
7. Stephan Doesburg ·
8. Serge Ter Horst ·
9. John Ranzijn ·
10. Ruud Dekker ·
11. Jos Ruijter ·
12. Joderik Binnendijk ·
13. Vasilis Kazis ·
14. Kristian Elout ·
15. Mark Neeft ·
20. Joran Dijkstra ·
21. Alexandre Djukanovic ·
22. Ruben Reijnders ·
23. Jasper Dusee ·
25. Maarten Planting ·
32. John Besseling ·
55. Richard de Lange ·
84. Remco Bakker ·
Coach: Alex Vaassen
· Assistent-coach: Ben Klijn
1. Martijn Cappel ·
2. Martin van Hal ·
3. Mark Neeft ·
4. Arne Boersma ·
5. Jitse Blommenstein ·
6. Marco Ton ·
7. Stephan Doesburg ·
8. Serge Ter Horst ·
9. John Ranzijn ·
10. Ruud Dekker ·
11. Jos Ruijter ·
12. Kristian Elout ·
13. Bjorn Elings ·
14. Joderik Binnendijk ·
15. Jasper Dusee ·
16. Richard de Lange ·
18. Remco Bakker ·
20. Michael Smit ·
22. Ruben Reijnders ·
23. Ramon van Dijk ·
24. Arne van Hoorn ·
Coach: Alex Vaassen
1. Martijn Cappel ·
2. Milivoje Savcic ·
3. Ramon van Dijk ·
4. Arne Boersma ·
6. Marco Ton ·
7. Stephan Doesburg ·
8. Serge Ter Horst ·
9. John Ranzijn ·
10. Ruud Dekker ·
11. Jos Ruijter ·
12. Joderik Binnendijk ·
13. Vasilis Kazis ·
14. Kristian Elout ·
15. Mark Neeft ·
20. Joran Dijkstra ·
21. Alexandre Djukanovic ·
22. Ruben Reijnders ·
23. Jasper Dusee ·
25. Maarten Planting ·
32. John Besseling ·
55. Richard de Lange ·
84. Remco Bakker ·
Coach: Alex Vaassen
· Assistent-coach: Ben Klijn